# Енді Семберг
Ендрю Девід «Енді» Семберг (англ. Andrew David "Andy" Samberg; народився 18 серпня 1978 року) — американський актор, комік, сценарист, член комедійного шоу Saturday Night Live (2005—2012), соліст гурту The Lonely Island. Лауреат премії «Золотий глобус» за головну роль у телесеріалі «Бруклін 9-9».

## Біографія
Девід Ендрю Семберг народився в 1978 році в Берклі, штат Каліфорнія. Батько його, Джо Семберг, працював фотографом, матір, Марджі Мероу, — вчителькою. Окрім Енді в сім'ї росли дві його сестри — Джоана та Дероу. Сім'я Енді — єврейська, а його дід Альфред Дж. Мероу був головою Американського єврейського конгресу. Втім, сам Енді особливо релігійним себе не вважає. З самого дитинства він хотів виступати перед публікою, і його шкільні вчителі були не дуже задоволені Енді, який був налаштований зовсім не на навчання. Особливо цікавила Семберга комедія, і саме коміком він мріяв стати і сам. Після закінчення школи він навчався у коледжі Каліфорнійського Університету в Санта-Крус, після чого відправився в кіношколу в Нью-Йоркському Університеті.
Ще до того, як потрапити на екрани, Енді увійшов до складу музичного гурту The Lonely Island, своєрідного комічного хіп-хоп тріо. У 2005 році тріо почало писати матеріал для шоу Saturday Night Live, а їх перший альбом під назвою «Incredibad» вийшов в 2009-му. До 2005-го Семберг вже встиг напрацювати собі сяку-таку фільмографію, знімаючись основному в короткометражках, а у вересні 2005 року тріо The Lonely Island офіційно оголосило, що Енді як спеціальний гість приєднається до шоу Saturday Night Live.
17 грудня 2005-го Енді і Кріс Парнел зіграли головні ролі в одному з випусків Saturday Night Live під назвою «Lazy Sunday»; в ефірі вони виконали веселу пісеньку в стилі нердкор хіп-хоп. Епізод з шоу дуже скоро став Інтернет-мемом, що дало справжній і впевнений поштовх популярності Енді.
Ще один успіх Семберга — пісня «Jizz in My Pants», цей відеоролик подивилося на YouTube понад 100 мільйонів людей. Ще одним проривом стала пісня «I'm on a Boat», яку The Lonely Island виконали разом з хіп-хоп співаком T-Pain'ом — кліп на цю пісню, що вийшов в лютому 2009 року, подивилося на тому ж YouTube майже 60 мільйонів людей. Пісня отримала номінацію на Ґреммі.
В 2009 році Семберг виступив ведучим щорічної церемонії MTV Movie Awards 2009. У січні 2011 року тріо The Lonely Island представило пісню «The Creep», що увійшла в їхній другий альбом, і була виконана разом з Нікі Мінаж.
1 червня 2012 прес-секретар Енді Семберга оголосив, що він покидає Saturday Night Live, після семи років роботи в шоу.
На цей момент Семберг як актор проявив себе у фільмах Будь моїм хлопцем на 5 хвилин; Люблю тебе, чувак; Мінлива хмарність, часом фрикадельки; Друзі по сексу; Скільки у тебе?. І у багатьох інших, в основному комедійних стрічках.

## Фільмографія
| Рік       |    | Українська назва                       | Оригінальна назва                                                                      | Роль                                                               |
| --------- | -- | -------------------------------------- | -------------------------------------------------------------------------------------- | ------------------------------------------------------------------ |
| 2025      | ф  | Роузи                                  | The Roses                                                                              | Баррі                                                              |
| 2023      | ф  | Лі                                     | Lee                                                                                    | Девід Шерман                                                       |
| 2023      | мф | Людина-павук: Крізь Всесвіт            | Spider-Man: Across the Spider-Verse                                                    | Бен Рейлі / Червоний Павук (голос)                                 |
| 2022      | ф  | Чіп і Дейл поспішають на допомогу      | Chip 'n Dale: Rescue Rangers                                                           | Дейл (голос)                                                       |
| 2022      | мф | Монстри на канікулах 4                 | Hotel Transylvania 4: Transformania                                                    | Джонні (голос)                                                     |
| 2020      | ф  | Зависнути у Палм-Спрінгс               | Palm Springs                                                                           | Найлз                                                              |
| 2019      | мс | Темний кристал: Доба опору             | The Dark Crystal: Age of Resistance                                                    | Скек-Гра, Завойовник (голос)                                       |
| 2018      | мф | Монстри на канікулах 3                 | Hotel Transylvania 3: Summer Vacation                                                  | Джонні (голос)                                                     |
| 2018      | мс | Закусочна Боба                         | Bob's Burgers                                                                          | Бретт (голос), 1 епізод                                            |
| 2005—2018 | с  | Суботнього вечора в прямому ефірі      | Saturday Night Live                                                                    | 140 випусків, різні ролі                                           |
| 2018      | в  |                                        | The Lonely Island: Natalie's Rap 2.0                                                   | Карл                                                               |
| 2017      | с  | Пані Динаміт                           | Lady Dynamite                                                                          | камео, 2 епізоди                                                   |
| 2017      | кф |                                        | Tour de Pharmacy                                                                       | Марті Гесс                                                         |
| 2017      | мф | Цуценя                                 | Puppy                                                                                  | Джонні (голос)                                                     |
| 2017      | с  | Майстер не на всі руки                 | Master of None                                                                         | Ніколас Кейдж (голос), 1 епізод                                    |
| 2011—2017 | мс | Час пригод із Фіном i Джейком          | Adventure Time with Finn & Jake                                                        | голоси кількох персонажів у 3-х випусках                           |
| 2017      | ф  |                                        | Michael Bolton's Big, Sexy Valentine's Day Special                                     | Кенні Джі                                                          |
| 2017      | ф  | Ведмідь із Бріґсбі                     | Brigsby Bear                                                                           | Ерік                                                               |
| 2017      | ф  |                                        | Take the 10                                                                            | Джонні                                                             |
| 2016      | мф |                                        | Pigeon Toady's Guide to Your New Baby                                                  | Джуніор (голос)                                                    |
| 2016      | с  | Новенька                               | New Girl                                                                               | камео, 1 епізод                                                    |
| 2016      | мф | Лелеки                                 | Storks                                                                                 | Джуніор (голос)                                                    |
| 2016      | ф  |                                        | Popstar: Never Stop Never Stopping                                                     | Коннер                                                             |
| 2016      | с  |                                        | Party Over Here                                                                        | «Самотній Острів», 1 епізод                                        |
| 2015      | мф | Монстри на канікулах 2                 | Hotel Transylvania 2                                                                   | Джонатан (голос)                                                   |
| 2013—2015 | с  |                                        | The Awesomes                                                                           | Крабеня, Морська людина, Бельгійська вафля (голоси в 3-х епізодах) |
| 2015      | мс |                                        | Major Lazer                                                                            | Д-р Нерд (голос), 2 серії                                          |
| 2015      | тф | 7 днів у пеклі                         | 7 Days in Hell                                                                         | Аарон Вільямс                                                      |
| 2015      | с  | Шоу Еріка Андре                        | The Eric Andre Show                                                                    | Ерік Андре, 1 випуск                                               |
| 2014      | с  | Вечірнє шоу Джиммі Феллона             | The Tonight Show Starring Jimmy Fallon                                                 | Юний Гіггінс, 1 випуск                                             |
| 2013—2019 | с  | Бруклін 9-9                            | Brooklyn Nine-Nine                                                                     | Джейк Перальта (головна роль)                                      |
| 2014      | ф  | Сусіди                                 | Neighbors                                                                              | Хлопець у тозі                                                     |
| 2013      | мф | Мінлива хмарність, часом фрикадельки 2 | Cloudy with a Chance of Meatballs 2                                                    | Брент Макгейл (голос)                                              |
| 2013      | ф  | З ким переспати?!!                     | The To Do List                                                                         | Вен Кінг                                                           |
| 2013      | ф  | Однокласники 2                         | Grown Ups 2                                                                            | Хлопець-чирлідер                                                   |
| 2012      | мс | Губка Боб Квадратні Штани              | SpongeBob SquarePants                                                                  | Полковник Карпер (голос), 1 епізод                                 |
| 2012—2014 | с  | Зозуля                                 | Cuckoo                                                                                 | Зозуля, 7 епізодів                                                 |
| 2012      | мф | Монстри на канікулах                   | Hotel Transylvania                                                                     | Джонатан (голос)                                                   |
| 2012      | ф  | Сусіди на стрьомі                      | The Watch                                                                              | Пійманий онаніст                                                   |
| 2012      | ф  | Мій пацан                              | That's My Boy                                                                          | Тодд                                                               |
| 2012      | с  | 30 потрясінь                           | 30 Rock                                                                                | камео, 1 епізод                                                    |
| 2012      | ф  | Селеста і Джессі назавжди              | Celeste & Jesse Forever                                                                | Джессі                                                             |
| 2012      | с  |                                        | Portlandia                                                                             | Енді, 1 епізод                                                     |
| 2011      | в  |                                        | The Lonely Island Feat. Michael Bolton: Jack Sparrow                                   | камео                                                              |
| 2011      | в  |                                        | The Lonely Island Feat. Nicki Minaj & John Waters: The Creep                           |                                                                    |
| 2009—2011 | мс | Американський тато!                    | American Dad!                                                                          | Антихрист / Хижак Ріккі (голоси в 2-х епізодах)                    |
| 2011      | в  |                                        | Sesame Street: Elmo's Shape Adventure                                                  |                                                                    |
| 2011      | ф  | Скільки у тебе?                        | What's Your Number?                                                                    | Джері Перрі                                                        |
| 2011      | ф  | Друзі по сексу                         | Friends with Benefits                                                                  | Квінсі                                                             |
| 2011      | в  |                                        | The Lonely Island Feat. Lady Gaga & Justin Timberlake: 3-Way (The Golden Rule)         |                                                                    |
| 2010      | в  |                                        | The Lonely Island Feat. Akon: I Just Had Sex                                           |                                                                    |
| 2010      | в  |                                        | The Lonely Island Feat. Rihanna: Shy Ronnie 2 — Ronnie & Clyde                         | Шай Ронні                                                          |
| 2010      | в  |                                        | Darker Side of Green                                                                   | модератор                                                          |
| 2010      | с  | Парки і зони відпочинку                | Parks and Recreation                                                                   | Карл Лортнер, 1 епізод                                             |
| 2010      | с  |                                        | The Sarah Silverman Program                                                            | Дошка оголошень Трої ,1 випуск                                     |
| 2010      | тф |                                        | Freaknik: The Musical                                                                  | Чед (голос)                                                        |
| 2009      | в  |                                        | The Lonely Island: Like a Boss                                                         |                                                                    |
| 2009      | в  |                                        | The Lonely Island Feat. Justin Timberlake: Motherlover                                 |                                                                    |
| 2009      | в  |                                        | The Lonely Island Feat. Will Ferrell & J.J. Abrams: Cool Guys Don't Look at Explosions | Співак                                                             |
| 2009      | в  |                                        | The Lonely Island Feat. Rihanna: Shy Ronnie                                            | Шай Ронні                                                          |
| 2008—2009 | с  |                                        | Saturday Night Live: Weekend Update Thursday                                           | різні ролі в 3-х випусках                                          |
| 2009      | мф | Мінлива хмарність, часом фрикадельки   | Cloudy with a Chance of Meatballs                                                      | Малюк Брент (голос)                                                |
| 2009      | в  |                                        | The Lonely Island Feat. T-Pain: I'm on a Boat                                          | камео                                                              |
| 2009      | ф  | Люблю тебе, чувак                      | I Love You, Man                                                                        | Роббі Клейвен                                                      |
| 2008      | в  |                                        | The Lonely Island: We Like Sportz                                                      | Стів                                                               |
| 2008      | в  |                                        | The Lonely Island: Ras Trent                                                           | Рес Трент                                                          |
| 2008      | в  |                                        | The Lonely Island: Space Olympics                                                      | співак                                                             |
| 2008      | ф  | Будь моїм хлопцем на 5 хвилин          | Nick and Norah's Infinite Playlist                                                     | безпритульний                                                      |
| 2008      | с  |                                        | Water and Power                                                                        | Енді, 1 епізод                                                     |
| 2008      | мф | Мавпи в космосі                        | Space Chimps                                                                           | Гем III (голос)                                                    |
| 2008      | мс |                                        | Human Giant                                                                            | Джонатан, 4 епізоди                                                |
| 2008      | мс |                                        | Shutterbugs                                                                            | Джонатан, 3 епізоди                                                |
| 2008      | в  |                                        | The Lonely Island: Hero Song                                                           | Герой                                                              |
| 2007      | ф  | Род-каскадер                           | Hot Rod                                                                                | Род Кімбл                                                          |
| 2007      | кф |                                        | Nature of the Beast                                                                    | Лео                                                                |
| 2006      | в  |                                        | The Lonely Island Feat. Justin Timberlake: Dick in a Box                               | співак                                                             |
| 2006      | в  |                                        | The Lonely Island: Natalie's Rap                                                       | Карл                                                               |
| 2005      | тф |                                        | Awesometown                                                                            | різні ролі                                                         |
| 2005      | тф |                                        | B.P.D.                                                                                 |                                                                    |
| 2005      | мс |                                        | House of Cosbys                                                                        | Cosby Team TriOsby (голос), 2 епізоди                              |
| 2005      | с  | Уповільнений розвиток                  | Arrested Development                                                                   | керівник сцени, 1 епізод                                           |
| 2004      | тф |                                        | Comedy Central Laughs for Life Telethon 2004                                           | Стюарт Магнолія                                                    |
| 2003—2004 | с  |                                        | The 'Bu                                                                                | Аарон, основна роль                                                |
| 2004      | в  |                                        | The Lonely Island: Just 2 Guyz                                                         | Стіві                                                              |
| 2003      | с  |                                        | Ignition Buzz TV Countdown                                                             | Стінгер                                                            |
| 2001      | тф | Біла сила                              | White Power                                                                            | Арді                                                               |
| 1999      | кф |                                        | Monkey Versus Robot                                                                    | мавпа                                                              |